# Sabiha Çimen
Sabiha Çimen (1986, Istanbul, Turecko) je turecká fotografka. V roce 2020 získala ocenění World Press Photo.

## Životopis
Fotografka samouk Sabiha Çimen se narodila v roce 1986 v Istanbulu. V roce 2015 získala bakalářský titul v oboru mezinárodního obchodu a financí a magisterský titul v oboru kulturní studia na Istanbul Bilgi University. Její diplomovou práci, která obsahuje fotoreportáž s názvem La Turquie en tant que pays simulé, vydalo nakladatelství Cambridge Scholars Publishing v roce 2019.
Sabiha Çimen pracuje na svém projektu s názvem Hafizas, les gardiennes du Coran. Od roku 2017 cestuje do pěti měst v Turecku. Na klasický film zhotovila devadesát devět portrétů středního formátu, které jí umožnily zúčastnit se mistrovské třídy Joop Swart Masterclass, kterou uspořádala World Press Photo Foundation v roce 2018, a získat třetí cenu pro ženy fotografky v muzeu PH.
V roce 2020 získala za svůj seriál World Press Photo a cenu Canon pro ženu fotožurnalistku za Hafizas, les gardiennes du Coran.
V červenci 2020 ji prestižní agentura Magnum Photos nabídla členství v týmu s tím, že ji jmenovala na zkušební období dvou let.

## Publikace
- Turkey as a Simulated Country, Cambridge Scholars Publishing, 2019, ISBN 978-1-5275-1821-6

## Ceny a ocenění
- 2018: 3. místo prix de la bourse des femmes photographes du PH Museum.
- 2020: World Press photo “Long-Term Projects, Stories ”, 2. místo za Hafizas, les gardiennes du Coran.
- 2020: Prix Canon de la femme photojournaliste za cyklus Hafizas, les gardiennes du Coran.